# 15-ossoprostaglandina 13-ossidasi
La 15-ossoprostaglandina 13-ossidasi è un enzima appartenente alla classe delle ossidoreduttasi, che catalizza la seguente reazione:
(5Z)-(15S)-11α-idrossi-9,15-diossoprostanoato + NAD(P)+ ⇄ (5Z)-(15S)-11α-idrossi-9,15-diossoprosta-13-enoato + NAD(P)H + H+
L'enzima riduce le 15-ossoprostaglandine nei 13,14-diidro derivati. L'enzima della placenta è specifico per il NAD+.